# Oxydia crassior
Oxydia crassior là một loài bướm đêm trong họ Geometridae.